# Massalia (planetka)
(20) Massalia je velká jasná planetka hlavního pásu. Je to planetka typu S. Objevil ji 19. září 1852 Annibale de Gasparis. Massalia znamená v latině Marseille.